# Louis de Talleyrand-Périgord
Napoléon-Louis de Talleyrand-Périgord, III duca di Talleyrand e di Dino, duca di Valençay (Parigi, 12 marzo 1811 – Berlino, 21 marzo 1898), è stato un nobile e politico francese.

## Biografia
Era il figlio di Edmond de Talleyrand-Périgord e di sua moglie, Dorotea di Curlandia, duchessa di Sagan.

### Carriera
Nel 1829 gli fu conferito il titolo di duca de Valençay da re Carlo X di Francia. 
Come suo padre, ha intrapreso una carriera militare. Dopo aver lasciato l'esercito, fu chiamato alla Camera dei Pari il 19 aprile 1845, dove votò con i sostenitori del governo di Luigi Filippo.
Dopo la rivoluzione del 1848 si ritirò a vita privata. Fu membro della giuria dell'Esposizione Universale del 1867.

### Matrimoni

#### Primo matrimonio
Sposò, il 26 febbraio 1829 a Parigi, Anne Louise Charlotte de Montmorency (13 ottobre 1810-13 settembre 1858), figlia di Anne Charles Francois de Montmorency. Ebbero quattro figli:
- Caroline Valentine de Talleyrand-Périgord (12 novembre 1830-20 febbraio 1913), che sposò Charles Henri d'Etchegoyen, ebbero tre figli;
- Boson de Talleyrand-Périgord, IV duca de Talleyrand-Périgord (7 maggio 1832-21 febbraio 1910)[5][6];
- Marie Pauline Yolande de Talleyrand-Périgord (nata e morta il 29 giugno 1833);
- Nicolas Raoul Adalbert de Talleyrand-Périgord (20 marzo 1837-25 marzo 1915), duca di Montmorency, sposò Ida Marie Carmen Aguado y MacDonnel, ebbero un figlio.

#### Secondo matrimonio
Sposò, il 4 aprile 1861, Rachel Elisabeth Pauline de Castellane (1823-1895), figlia di Boniface de Castellane. Ebbero una figlia:
- Marie Dorothée Louise Valençay de Talleyrand-Périgord (1862-1948), sposò in prime nozze Carlo Egon IV, principe di Furstenberg, e in seconde nozze Jean de Castellane.